# Emily Berrington
Pour les articles homonymes, voir Berrington.
Emily Berrington, née le 7 décembre 1986 à Oxford (Oxfordshire), est une actrice britannique.

## Filmographie

### Cinéma
- 2013 : A Very Englishman
- 2014 : The Inbetweeners 2 : Katie Evan
- 2014 : The Last Showing : Allie

### Télévision
- 2013 : The White Queen : Jane Shore
- 2014 : Outnumbered : Stacey
- 2014 : 24 heures chrono (saison 9) : Simone Al-Harazi
- 2015 : Sons of Liberty : Margaret Kemble Gage
- 2015 - 2018 : Humans : Niska (23 épisodes)
- 2017 : Miniaturiste (mini-série, 2 épisodes) : La miniaturiste